# شهرستان لوم
شهرستان لوم (به بلغاری: Lom Municipality) یک شهرستان در بلغارستان است که در استان مونتانا واقع شده‌است. شهرستان لوم ۳۲۳٫۸۹ کیلومتر مربع مساحت و ۲۷٬۲۹۴ نفر جمعیت دارد.